# Ефект на Матилда
Ефектът на Матилда (на английски: The Matilda effect) е предразсъдък, свързан с пренебрегването на участието на жените-учени в научните изследвания и приписването на приносите и постиженията им на техните колеги-мъже.
Ефектът е описан за първи път от суфражетката и аболиционистка Матилда Джослин Гейдж (1826 – 1898) в нейното есе „Жената като изобретател“ (публикувано като трактак за първи път през 1870 година и в „North American Review“ през 1883 година). Терминът „Ефект на Матилда“ е лансиран през 1993 година от историка на науката Маргарет Роситър.
Роситър дава няколко примера за формулирания ефект. Тротула (Трота от Салерно), италианска лекарка от XII век, е писала книги, които след смъртта ѝ са приписвани на мъже. Примери от XIX и XX век, илюстриращи ефекта, включват случаите с Нети Стивънс, Лиза Майтнер, Мариета Блау, Розалинд Франклин и Джослин Бел Бърнел.
Ефектът на Матилда е сравняван с Ефекта на Матю, при който вече утвърдените изследователи често получават повече признание в сравнение с относително по-слабо известните им колеги, дори и ако работите им са общи или много близки.

## Изследване на ефекта
Съществуват различни проучвания, които се опитват да докажат или опровергаят ефекта на Матилда.
През 2012 година две изследователки от Католическия университет в Неймеген демонстрират, че в Нидерландия полът на кандидатите за професорски позиции оказва влияние върху решенията за кариерно израстване. Подобни случаи са описани от две италиански изследователки в изследване, което впоследствие намират потвърждение и в испанско проучване. От друга страна, няколко изследвания по темата откриват, че няма разлика между цитиранията и влиянието на публикациите на авторите-мъже в сравнение с тези на авторите-жени.
Швейцарски учени установяват, че за коментиране на научни въпроси масовите медии по-често канят мъже-учени отколкото жени.
Според проучване, проведено в САЩ, „въпреки че откровената полова дискриминация като цяло продължава да намалява в американското общество“, „жените продължават да са в непривилегировата позиция по отношение на получаването на научни награди и отличия, конкретно в областта на науката.“

## Примери

### Примери за мъже-учени, предпочетени за Нобелова награда пред жени-учени
- През 1934 година, Нобеловата награда за физиология или медицина е присъдена на Джордж Уипъл, Джордж Майнът и Уилям Мърфи. Те чувстват, че тяхната сътрудничка Фрида Робшайт-Робинс е изключена от номинациите заради пола ѝ. Своята част от паричната премия към наградата Уипъл разделя с Робшайт-Робинс, тъй като според него тя също заслужава наградата, тъй като е била съавтор на почти всичките публикации на Уипъл.
- През 1944 Нобеловата награда за химия е присъдена на единствения лауреат Ото Хан. Колегата на Хан Лиза Майтнер, която поставя теоретичните основи на ядреното делене (и лансира самия термин) е пренебрегната от Нобеловия комитет, отчасти заради пола ѝ и отчасти заради факта че е от еврейски произход. Майтнер е засегната от Закона за възстановяване на професионалната гражданска служба, която забранява на евреи да заемат постове в правителствени служби, включително и в научната сфера.
- През 1950 година, Сесил Поуъл получава Нобеловата награда за физика за разработка на фотографски метод за изследване на ядрени процеси и откритието на мезоните. Пионерската работа в областта е била извършена от Мариета Блау. Ервин Шрьодингер номинира за наградата нея и Херта Вамбахер, но и двете номинации са отхвърлени от Комитета.
- През 1956 година двамата американски физици Цундао Ли и Чженин Янг правят предположение за нарушаването на така наречените закони за четност в слабите взаимодействия и предлагат възможен експеримент, с който да проверят предположението си. През 1957, Цзянсюн Ву извършва необходимия експеримент в сътрудничество с Националния институт по стандардите и технологиите и показва нарушението на четността в случая на бета-разпада. През 1957 година Нобеловата награда за физика е присъдена на двамата мъже-учени, а Ву е пропусната. Като признание за работата на Ву през 1978 година ѝ е присъдена Волфовата награда за физика, често смятана за втората най-престижна награда след Нобеловата (Ву е първият носител на наградата).
- През 1958 година Джошуа Ледърбърг си разделя Нобеловата награда за физиология или медицина с Джордж Бидъл и Едуард Тейтъм. В екипа наравно с тримата работи и съпругата на Джошуа, микробиоложката Естер Ледърбърг, и четиримата заедно разработват метод, който е от ключово значение за разбирането на резистентността към антибиотици. При все това Естер Ледърбърг не получава признание за съществената ѝ роля в изследователския проект, както и за приноса и за откритието на ламбда фага или за изследванията ѝ на F фактора на плодовитостта, което е предпоставка за бъдещите генетични и бактериални изследвания.
- Розалинд Франклин (1920 – 1958) впоследствие получава признание като ключов изследовател за откритието през 1953 година на структурата на ДНК. За времето си обаче откритието е основно приписвано на колегите ѝ Франсис Крик и Джеймс Уотсън, за което двамата получават (заедно с Морис Уилкинс) на Нобеловата награда за физиология или медицина през 1962 година. Ключовият научен принос на Франклин не е коректно признат от колегите ѝ своевременно, а едва през 1968 година, когато Уотсън пише книгата си „Двойната спирала“.
- В края на 1960-те астрофизичката Джослин Бел Бърнел (родена през 1943 г.) открива първия радио пулсар. За това откритие през 1974 година Нобеловата награда за физика е присъдена на нейния научен ръководител Антъни Хюиш и на Мартин Райл, цитирайки пионерските им изследвания в радиоастрофизиката. По времето на откритието Бърнел е докторантка и според нея интелектуалният труд е основно на научния ѝ ръководител, но пренебрегването ѝ от Нобеловия комитет е широко критикувано от няколко водещи астрономи, включително и Фред Хойл.

### Други примери
Бен Барс (1954 – 2017), невробиолог в Медицинското училище към Станфордския университет, който си сменя пола от жена на мъж, обявява, че научните му постижения са възприемани различно във времето в зависимост от това с какъв пол го възприемат останалите хора в съответния момент от време. Преди да промени пола си, научните приноси на Барс – тогава под рожденото име Барбара Барс – са приписвани на колеги-мъже или не са приемани сериозно, а след смяната на пола получава лично признание за работата си.
|  | Тази страница частично или изцяло представлява превод на страницата Matilda effect в Уикипедия на английски. Оригиналният текст, както и този превод, са защитени от Лиценза „Криейтив Комънс – Признание – Споделяне на споделеното“, а за съдържание, създадено преди юни 2009 година – от Лиценза за свободна документация на ГНУ. Прегледайте историята на редакциите на оригиналната страница, както и на преводната страница, за да видите списъка на съавторите. ВАЖНО: Този шаблон се отнася единствено до авторските права върху съдържанието на статията. Добавянето му не отменя изискването да се посочват конкретни източници на твърденията, които да бъдат благонадеждни. |